# 大阪油化工業
大阪油化工業株式会社（おおさかゆかこうぎょう）は、大阪府枚方市に本社を置く精密蒸留精製の専業メーカー。

## 概要
1949年、堀田巍が粗パラフィンの精製および販売を目的として前身となる大阪油化工業所を大阪市東成区に創業。1962年に大阪府枚方市津田に大阪油化工業株式会社を設立した。
主な事業は混合物から目的の物質を分離・精製する精密蒸留で、受託蒸留事業とプラント事業を展開している。
2024年12月から2025年2月まで名古屋の産業廃棄物処理会社であるダイセキがTOBを実施していたが、最終的にダイセキによるTOBは不成立となった。

## 沿革
- 1949年 - 大阪油化工業所として創業[1]。
- 1962年2月27日 - 会社設立[1]。
- 2017年10月5日 - 東京証券取引所JASDAQ（スタンダード）に株式を上場[1]。
- 2021年1月 - 株式会社カイコーの全株式を取得し、子会社化[1]。
- 2022年4月 - 東京証券取引所の市場区分の見直しに伴い、スタンダード市場に移行[1]。

## 事業所
- 本社（大阪府枚方市）[5]
- 枚方工場（大阪府枚方市）[5]
- 東京営業所（東京都中央区）[5]